# Leyte (prowincja)

Prowincja Leyte na mapie Filipin

Leyte (także Northern Leyte; filipino: Hilagang Leyte) – prowincja na Filipinach, położona jest w północnej części wyspy Leyte w regionie Eastern Visayas. Zajmuje trzy czwarte powierzchni wyspy.
Od wschodu poprzez cieśninę San Juanico graniczy z prowincją Samar na wyspie Samar, od zachodu poprzez Morze Camotes graniczy z prowincją Cebu na wyspie Cebu. Od północy poprzez zatokę Carigao graniczy z wyspą i prowincją Biliran, od południa graniczy z prowincją Southern Leyte.
Powierzchnia: 5901,5 km² tys. Liczba ludności: 1 544 251 mieszkańców (2007). Gęstość zaludnienia wynosi 261,7 mieszk./km². Stolicą prowincji jest Tacloban.